# Język baszkardi
Język baszkardi – język irański, używany w południowo-wschodnim Iranie, na pograniczu ostanów Kerman, Sistan i Beludżystan oraz Hormozgan. Choć zaliczany do języków południowo-zachodnich, z uwagi na duży wpływ beludżyjskiego, uznawany był za dialekt tego drugiego.